# Liste der Baudenkmäler in Halver
Die Liste der Baudenkmäler in Halver enthält die denkmalgeschützten Bauwerke auf dem Gebiet der Stadt Halver im Märkischen Kreis in Nordrhein-Westfalen (Stand: August 2017). Diese Baudenkmäler sind in der Denkmalliste der Stadt Halver eingetragen; Grundlage für die Aufnahme ist das Denkmalschutzgesetz Nordrhein-Westfalen (DSchG NRW).

## Denkmäler
| Bild                              | Bezeichnung                                               | Lage                        | Beschreibung | Bauzeit                                   | Eingetragen seit | Denkmal- nummer |
| --------------------------------- | --------------------------------------------------------- | --------------------------- | --- | ----------------------------------------- | ---------------- | --------------- |
| weitere Bilder                    | Evangelische Kirche Halver                                | Kirchplatz 1 Karte          | |                                           | 11.11.1982       | 1               |
| weitere Bilder                    | Kriegerehrenmal                                           | Kirchplatz Karte            | | 1888                                      | 11.11.1982       | 2               |
| weitere Bilder                    | Wassermühle                                               | Löhrmühle 1 Karte           | | Mitte 18. Jahrhundert                     | 15.11.1982       | 3               |
| weitere Bilder                    | Schanzmannsmühle                                          | Schultenhedfeld 9 Karte     | | ca. 1860                                  | 06.12.1982       | 4               |
| Ehrenmal Hohenzollernpark         | Ehrenmal Hohenzollernpark                                 | Von-Vincke-Straße Karte     | |                                           | 28.01.1983       | 5               |
| weitere Bilder                    | Aussichtsturm Karlshöhe                                   | Frankfurter Straße Karte    | Neugotischer Backsteinturm |                                           | 28.01.1983       | 6               |
|                                   | Straßenbrücke oberhalb Osenberg                           | Osenberg                    | Zweibogige Segmentbogenbrücke aus Bruchsteinmauerwerk |                                           | 12.07.1983       | 7               |
|                                   | Straßenbrücke bei Nordeln                                 | Nordeln                     | Flach segmentbogige Brücke aus Bruchsteinmauerwerk |                                           | 12.07.1983       | 8               |
| weitere Bilder                    | Haferkasten Löhrmühle                                     | Löhrmühle Karte             | Im Sturz der Tür die Angabe „anno 1686“ |                                           | 26.09.1984       | 9               |
| weitere Bilder                    | Wehrspeicher / Backhaus                                   | Auf dem Wiebusch 1 Karte    | |                                           | 27.01.1987       | 11              |
| Alte Bauernschmitte               | Alte Bauernschmitte                                       | bei Oberbuschhausen 4 Karte | | vermutlich 2. Hälfte des 18. Jahrhunderts | 17.02.1989       | 12              |
| Backhaus der Alten Bauernschmitte | Backhaus der Alten Bauernschmitte                         | bei Oberbuschhausen 4 Karte | | vermutlich 2. Hälfte des 18. Jahrhunderts | 17.02.1989       | 13              |
| weitere Bilder                    | Schule Heesfeld (An der Heesfelder Mühle)                 | Heesfelder Mühle Karte      | Von den Bauern der Umgebung in Eigenleistung als 1-klassige Dorfschule errichtet, mit Wohnküche im Obergeschoss und Schlafkammer im Dachgeschoss für den Lehrer; Ende 19. Jahrhundert als Kleinschmiede genutzt; 1994–1997 Restaurierung durch den Verein Heesfelder Mühle e. V. Derzeit sind auch Trauungen in dieser Außenstelle des Standesamtes möglich. | 1782; restauriert 1994–97                 | 17.12.1990       | 14              |
| weitere Bilder                    | Wohnhaus                                                  | Frankfurter Str. 39 Karte   | |                                           |                  | 15              |
| weitere Bilder                    | Wohnhaus                                                  | Frankfurter Str. 41 Karte   | |                                           |                  | 16              |
| BW                                | Bauernhaus                                                | Bochen 1 Karte              | |                                           |                  | 17              |
| BW                                | Bauernhaus                                                | Heinken Hedfeld 2-3 Karte   | |                                           |                  | 18              |
| BW                                | Villa                                                     | Carthausen 13 Karte         | |                                           |                  | 19              |
| weitere Bilder                    | Wohn- und Geschäftshaus                                   | Frankfurter Str. 4 Karte    | |                                           |                  | 20              |
| BW                                | Wohnhaus                                                  | Marktstr. 10 Karte          | |                                           |                  | 21              |
| Wohnhaus                          | Wohnhaus                                                  | Marktstr. 11 Karte          | |                                           |                  | 22              |
| BW                                | Haus Heide 21 mit der dorthin führenden Ahorn/Lindenallee | Haus Heide 21 Karte         | |                                           |                  | 23              |
| Wohn- und Geschäftshaus           | Wohn- und Geschäftshaus                                   | Marktstr. 7 Karte           | |                                           |                  | 24              |
| Wohn- und Geschäftshaus           | Wohn- und Geschäftshaus                                   | Von-Vincke-Str. 3 Karte     | |                                           |                  | 25              |
| weitere Bilder                    | Bruchsteinhaus                                            | Ober Carthausen 9/9a Karte  | |                                           |                  | 26              |
|                                   | Volme-Brücke                                              |                             | |                                           |                  | 27              |
| weitere Bilder                    | Villa Wippermann                                          | Frankfurter Straße 45 Karte | |                                           |                  | 28              |